# 뽀뽈 부
뽀뽈 부(Popol Vuh)는 독일의 프로그레시브 락 그룹이다. 윤이상의 딸 윤정이 이 밴드에 몸담은 적이 있다.

## 음악
《아귀레, 신의 분노》, 《피츠카랄도》, 《노스페라투》등 베르너 헤어초크의 영화음악 작업에 많이 참여했다.

## 같이 보기
- 윤정